# Jan Köppen

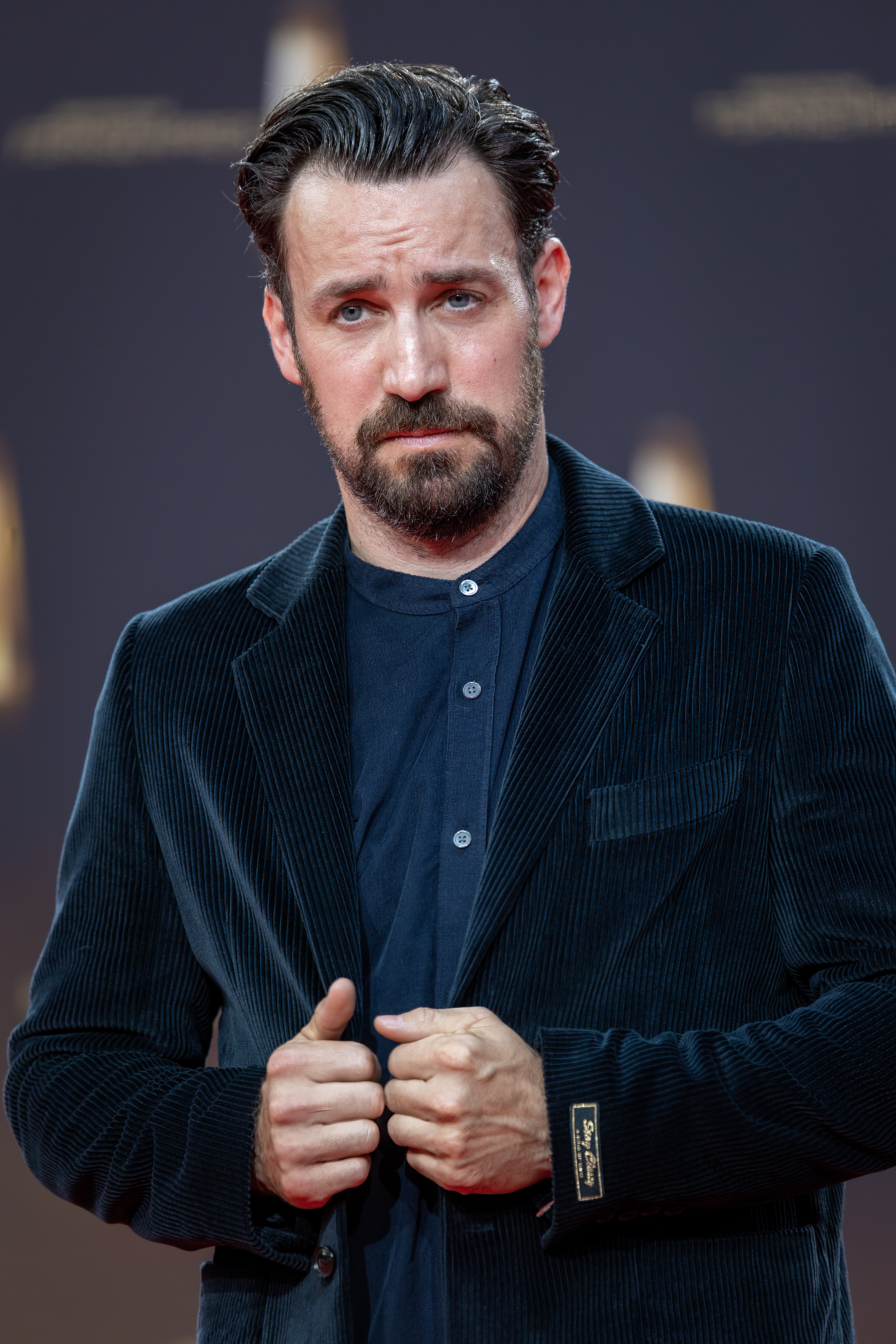
Jan Köppen (2023)

Jan Henryk Köppen (* 4. März 1983 in Gießen) ist ein deutscher Fernsehmoderator und Künstler, hauptsächlich bekannt durch seine Sendungen beim deutschen Musiksender VIVA sowie den Sendern sixx, Sky, ZDFinfo, ZDFneo, RTL Nitro, RTL, RTL II und 2014 auch beim Disney Channel.

## Leben
Nach seiner Schulzeit, die er 2002 mit dem Abitur auf der Gesamtschule Gießen-Ost abschloss, und dem Zivildienst in Gießen ging Köppen nach drei Semestern Jura- und BWL-Studium im April 2005 als Praktikant zum Musiksender VIVA Plus nach Köln. Mit dem Sender zog er im November 2005 nach Berlin, wo er bei der MTV-Networks Germany GmbH bis Oktober 2007 als Volontär arbeitete.

## Wirken

### Moderation
Ab Dezember 2006 arbeitete Köppen als VJ bei dem am 31. Dezember 2018 eingestellten Musiksender VIVA. Hier moderierte er u. a. die Sendungen VIVA Top 100, VIVA Live!, Neu, VIVA Liederladen Top 20 und VIVApedia. Von November 2008 bis August 2011 moderierte Köppen auf ZDFinfo die – von der ZDF-Redaktion WISO mitentwickelte – Verbrauchersendung Wirtschaftswunder. 2009 moderierte er zusammen mit Bahar Kizil die Sendung Staraoke, eine Karaoke-Show für Kinder, die von Cartoon Network ausgestrahlt wurde.
Im Jahre 2013 präsentierte er zusammen mit Amiaz Habtu das Reise- und Wissenschaftsmagazin Abgefahren für den Sender ZDFneo. Köppen und Habtu waren im Folgejahr mit der Sendung für eine „Auszeichnung der Deutschen Akademie für Fernsehen“ in der Kategorie „Fernseh-Journalismus“ nominiert.
Für den Sender sixx moderierte Köppen in sechs Folgen ab November 2013 – abwechselnd mit Marlene Lufen, Mike Süsser und Tarik Rose – die Kochsendung Küchenkönigin – Das Topfduell. Ende 2013 präsentierte er die auf RTL ausgestrahlte Ranking-Show Die erfolgreichsten Disneyfilme aller Zeiten. Zudem pilotierte er im Dezember 2013 auf RTL Nitro die Wissenssendung Yps – Die Sendung, die am 3. April 2014 in die erste Staffel mit 10 Folgen startete. Der Pilot von Yps – Die Sendung wurde 2014 in der Kategorie Unterhaltung für den Grimme-Preis nominiert. Im Mai 2014 moderierte er bei RTL die Sendung I LIKE THE 90's, die sich in fünf Folgen mit den Geschichten und Highlights der 1990er Jahre beschäftigte.
Im August/September 2014 moderierte Köppen im Team mit Jan Böhmermann, Palina Rojinski und Katrin Bauerfeind die neue RTL Comedy-Sendung Was wäre wenn?. Die Sendung war 2014 in der Kategorie Comedy für den Deutschen Fernsehpreis nominiert. Im Herbst 2014 präsentierte er für den Disney Channel die neue Sendung Mission Freundlichkeit – Mein 100 Tage Experiment und im Oktober 2014 strahlte RTL Nitro die Heimwerker-Show Hammerzeit – Die Selfmade-Show mit dem Moderator aus. Im Januar 2015 moderierte er die von RTL ausgestrahlte Show Sofa Stars.
Im April 2015 sprach Köppen anlässlich des Starts der fünften Game-of-Thrones-Staffel bei dem Pay-TV-Anbieter Sky über die einzelnen Episoden der neuen Staffel. Ebenfalls im April startete bei RTL Nitro die neue Staffel von Yps – Die Sendung und im Juni 2015 bei RTL mit fünf Sendungen die neue Staffel der Reihe I LIKE THE..., diesmal ging es um die 80er-Jahre. Seit Oktober 2015 sendet RTL Nitro neue Folgen der Heimwerker-Show Hammerzeit – Die Selfmade-Show.
Köppen moderierte vom 3. September 2016 bis 13. Oktober 2017 die zwei Staffeln der RTL-Tanzshow Dance Dance Dance. Außerdem moderiert und kommentiert er seit 2016 die mehrteilige Spielshow Ninja Warrior Germany – Die stärkste Show Deutschlands neben Frank Buschmann. Als Vorbereitung für diese Spielshow trat Köppen selbst in der spanischen Version der Sendung als Kandidat an und schaffte es bis ins Halbfinale. Von April bis Juni 2020 moderierte er bei TVNOW und RTL die Love-Reality-Show Are You The One?.
Im Juli 2021 trat er die Nachfolge von Ralf Schmitz als Moderator von Take Me Out an. Im März und im Mai 2022 moderierte er in Vertretung für Daniel Hartwich die 5. und 12. Sendung der 15. Staffel von Let’s Dance. Seit 2021 moderiert er zusammen mit Frank Buschmann Top Dog Germany. Am 3. Juni 2022 moderierte Köppen das RTL Turmspringen zusammen mit Frank Buschmann und Laura Wontorra.
Im August 2022 vertrat er Hartwich als Moderator in einer Folge von Zeig uns Deine Stimme!.
Seit Januar 2023 ist Köppen Moderator von Ich bin ein Star – Holt mich hier raus!, an der Seite von Sonja Zietlow.
Er war in drei Ausgaben Spielmoderator bei Du gewinnst hier nicht die Million bei Stefan Raab und nahm im April 2025 bei Raabs Pokernacht mit GGPoker bei RTL als Spieler Teil.

### Musik
Neben seiner Moderatorentätigkeit legte Köppen in Clubs als DJ Cope auf (vorwiegend Hip-Hop & RnB). 2008 und 2009 gab er in der Rubrik „Meinungsmacher“ beim Internetportal zoomer.de Musiktipps. 2009 präsentierte er auf www.breitside.de einen gerappten Wochenrückblick (JAN DMC–NewsRap).
Anfang 2010 nahm er mit Max von Milland den Song Funkhaus Session auf. 2011 brachte er den Song 1 Moment heraus. Im Zuge einer Werbekampagne für den Viva Mobile-Mobilfunktarif war Jan Köppen in verschiedenen TV-Spots mit einer Reihe von Rap-Songs zu sehen.
Er produzierte unter anderem die Musik für verschiedenen Podcasts wie Hotel Matze von Matze Hielscher, „Hotel Quarantäne“, „Hebammen Salon“, „Kleine Fragen“ und „Lauschangriff – Endlich was mit Sport“ mit Frank Buschmann und Florian Schmidt-Sommerfeld.
Köppen veröffentlichte im Jahr 2020 mehrere Songs/Snippets, die er während des Lockdowns aufnahm und produzierte.

## Gesellschaftliches Engagement
Jan Köppen engagiert sich seit vielen Jahren aktiv für den von Claudia Kotter 2003 gegründeten Verein Junge Helden. So unterstützt er u. a. mit Besuchen in Schulen die Zielsetzung des Vereins, über Organspende zu informieren und Aufmerksamkeit für das Thema zu wecken.
Ebenso unterstützt er den Verein Viva Con Agua, u. a. durch Verkaufserlöse selbst erschaffener Kunstwerke.

## TV-Moderationen (Auswahl)

### Fortlaufend
- seit 2016: Ninja Warrior Germany – Die stärkste Show Deutschlands
- seit 2021: Take Me Out
- seit 2021: Top Dog Germany – Der beste Hund Deutschlands
- seit 2022: RTL Wasserspiele
- seit 2023: Ich bin ein Star – Holt mich hier raus!

### Beendet
- 2006–2018: VJ (VIVA)
- 2008–2011: Wirtschaftswunder (ZDFinfo)
- 2016–2017: Dance Dance Dance (RTL)
- 2016: Are You the One? (RTL+)
- 2024: Ich bin ein Star – Showdown der Dschungel-Legenden (RTL)
- 2024, 2025: Du gewinnst hier nicht die Million bei Stefan Raab (RTL+ / RTL)